# Empfang mit militärischen Ehren
Der Empfang mit militärischen Ehren als militärisches Zeremoniell ist ein auf langer Tradition fußender Bestandteil des diplomatischen Protokolls bei Staatsbesuchen. Zwei historische Entwicklungslinien spielen dabei eine Rolle: Zum einen ist der Gastgeber eines Staatsbesuches dazu verpflichtet, während des Aufenthalts für dessen Sicherheit zu sorgen, was in früherer Zeit üblicherweise durch das Stellen einer militärischen Wache erfolgte, die zu Beginn des Besuches vom Gast inspiziert wurde. Zum anderen galt das Vorführen der eigenen Truppen dem Gast gegenüber als besonderer Vertrauensbeweis, da damit ein Einblick in Bewaffnung, Ausbildungsstand und Aufstellungsordnung der Streitkräfte gewährt wurde, der potentiellen Gegnern gegenüber Nachteile bedeutet hätte. Umgekehrt konnten aber auch diese durch eine solche Vorführung von aggressiven Handlungen abgeschreckt werden.
Heute ist gemäß internationaler protokollarischer Übereinkunft jeder Staat, der Streitkräfte unterhält, verpflichtet, militärische Ehren bei der Begrüßung und Verabschiedung von Staatsgästen in bestimmter Form und bestimmtem Umfang zu leisten. Ein Abweichen von dieser Verpflichtung gilt als schwerer Affront gegenüber dem Gast und kann zu diplomatischen Verwicklungen führen. Von diesen Übereinkünften abgesehen steht es jedem Staat frei, die militärischen Ehren in der seiner nationalen Tradition entsprechenden Form zu erweisen.
Die symbolträchtigen Absichten eines Empfangs mit militärischen Ehren sind vor allem:
- Repräsentation der staatlichen Souveränität gegenüber dem Gast (Aufzeigen staatlicher Handlungsfreiheit und -fähigkeit),
- Präsentieren der Waffen während des Abschreitens der Front als Mischung aus Demonstration (ich bin bewaffnet) und Vorbringen der Waffe zur Überprüfung auf Munition (ich habe nicht geladen).
- Erzielung eines guten Eindrucks beim Gast von der Disziplin und dem Ausbildungsstand der eigenen Streitkräfte (Protokolleinheiten werden daher meist besonderem Drill und harter Exerzierausbildung unterworfen)

## Militärische Ehren in Deutschland

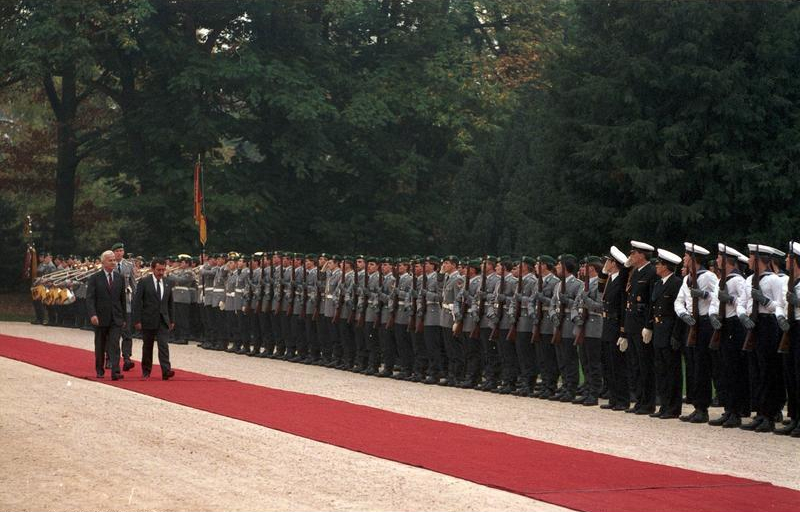
Richard von Weizsäcker empfängt den guatemaltekischen Präsidenten Marco Vinicio Cerezo Arévalo mit militärischen Ehren (1986). Auf dem Bild ist die Gliederung des Ehrenbataillons gut zu erkennen (von links): Musikkorps – Truppenfahne – Kompanie des Heeres – Kompanie der Marine. Die Luftwaffenkompanie ist nicht mehr abgebildet.

Ein Empfang mit militärischen Ehren läuft nach exakt festgelegten Bestimmungen ab. Je nach protokollarischem Rang des Gastgebers und des Gastes gehören unterschiedlich starke Ehrenformationen und gegebenenfalls weitere kleinere protokollarische Einsätze zum Begrüßungs- und Besuchsritual. Darüber hinaus wird zwischen Arbeitsbesuchen und großen offiziellen Staatsbesuchen unterschieden. Die protokollarischen Gepflogenheiten eines großen Staatsbesuchs sind:
- Aufnahme des Gastflugzeuges durch eine Ehreneskorte aus zwei Jagdflugzeugen, die das Flugzeug des Gastes bis zum Zielflughafen begleiten.
- Nach der Landung und Öffnung der Kabinentür (vordere Tür für den Staatsgast und Ehegatten, hintere Türen für Gefolge), schießt eine Batterie der Artillerie 21 Schuss Salut, gleichzeitig machen die Jagdflugzeuge der Eskorte einen Überflug, der Gast wartet bis zum 21. Schuss auf der Plattform der Gangway und begibt sich nach dem letzten Schuss die Gangway hinab.
- Dort steht ein Ehrenspalier aus 26 Soldaten und einem Offizier (oder Unteroffizier mit Portepee), das dem Gast gemeldet wird, bevor er es durchschreitet. Am Ende des Ehrenspaliers steht der Repräsentant des Gastgebers, um den Gast zu begrüßen, dahinter die Wagenkolonne mit Polizeieskorte auf Motorrädern.
- Die Wagenkolonne fährt mit Motorradeskorte zum Dienstsitz des Gastgebers, wo eine Ehrenformation angetreten wartet. Dabei sind folgende Varianten zu unterscheiden:
  - Empfang durch den Bundespräsidenten: Ehrenbataillon. Ein Ehrenbataillon umfasst einschließlich Musikkorps rund 350 Soldaten (Musikkorps mit Spielmannszug, Truppenfahne, 3 Kompanien zu je 94 Mann in den Uniformen aller drei Teilstreitkräfte). Ist dieser Umfang für den vorgesehenen Aufmarschort zu groß, kann die Größe des Ehrenbataillons diesem angepasst oder kann stufenweise auf bis zu etwa 220 Soldaten verringert werden.
  - Empfang durch den Bundeskanzler: Ehrenkompanie
    - Empfang eines Staatsoberhaupts: Musikkorps mit Spielmannszug, Truppenfahne, 1 Kompanie aus 3 Zügen (je 31 Mann) in den Uniformen aller drei Teilstreitkräfte.
    - Empfang eines Regierungschefs: Musikkorps mit Spielmannszug, Truppenfahne, 1 Kompanie aus 3 Zügen (je 31 Mann) geschlossen in der Uniform einer Teilstreitkraft. Welche Teilstreitkraft in diesem Fall antritt, richtet sich dabei nach evtl. Wünschen des Gastlandes bzw. truppendienstlichen Möglichkeiten der Bundeswehr.
- Nach Verlassen der Wagen stellen Gastgeber und Gast ihr jeweiliges Gefolge in der sog. Receiving-Line (Spalier) vor, wonach sie sich auf das Podest gegenüber der Truppenfahne begeben.
- Die Ehrenformation wird dem Gast unter präsentiertem Gewehr gemeldet, danach werden die Nationalhymne des Gastlandes und die deutsche Nationalhymne gespielt. Anschließend wird zu den Klängen des Präsentiermarsches Friedrich Wilhelms III. die Front über einen roten Teppich abgeschritten, wobei der Gast auf Höhe der Fahne halten und diese durch kurzes Verharren bzw. Neigen des Kopfes grüßen soll. Am Ende des roten Teppichs meldet der Kommandierende die Ehrenformation ab. Tritt beim Empfang durch den Bundeskanzler eine Ehrenkompanie in Marineuniform an, wird statt des Präsentiermarsches üblicherweise der Marinepräsentiermarsch, auch Holländischer Ehrenmarsch genannt, gespielt; findet der Empfang im Bundesland Bayern statt, wird üblicherweise der Bayerische Präsentiermarsch gespielt.
- Von dort begeben sich Gast und Gastgeber in den Dienstsitz des Gastgebers, an dessen Eingang präsentierende Ehrenposten stehen.

Damit ist der Empfang beendet. Weitere protokollarische Ehren wie die Stellung einer Ehrenwache an der Unterkunft des Gastes, Kranzniederlegungen usw. gehören nicht mehr zum Empfang. In Deutschland werden die militärischen Ehren fast ausschließlich durch das Wachbataillon beim Bundesministerium der Verteidigung erwiesen. Eine Ausnahme von dieser Regel bildete z. B. der Empfang des scheidenden französischen Präsidenten Jacques Chirac durch Bundeskanzlerin Angela Merkel am 3. Mai 2007 in Berlin.